# Rashid I bin Majid Al Mu'alla
Rashid I bin Majid Al Mu'alla (in arabo راشد بن ماجد المعلا‎?; XVIII secolo – 1820), è stato emiro di Umm al-Qaywayn dal 1768 al 1820.

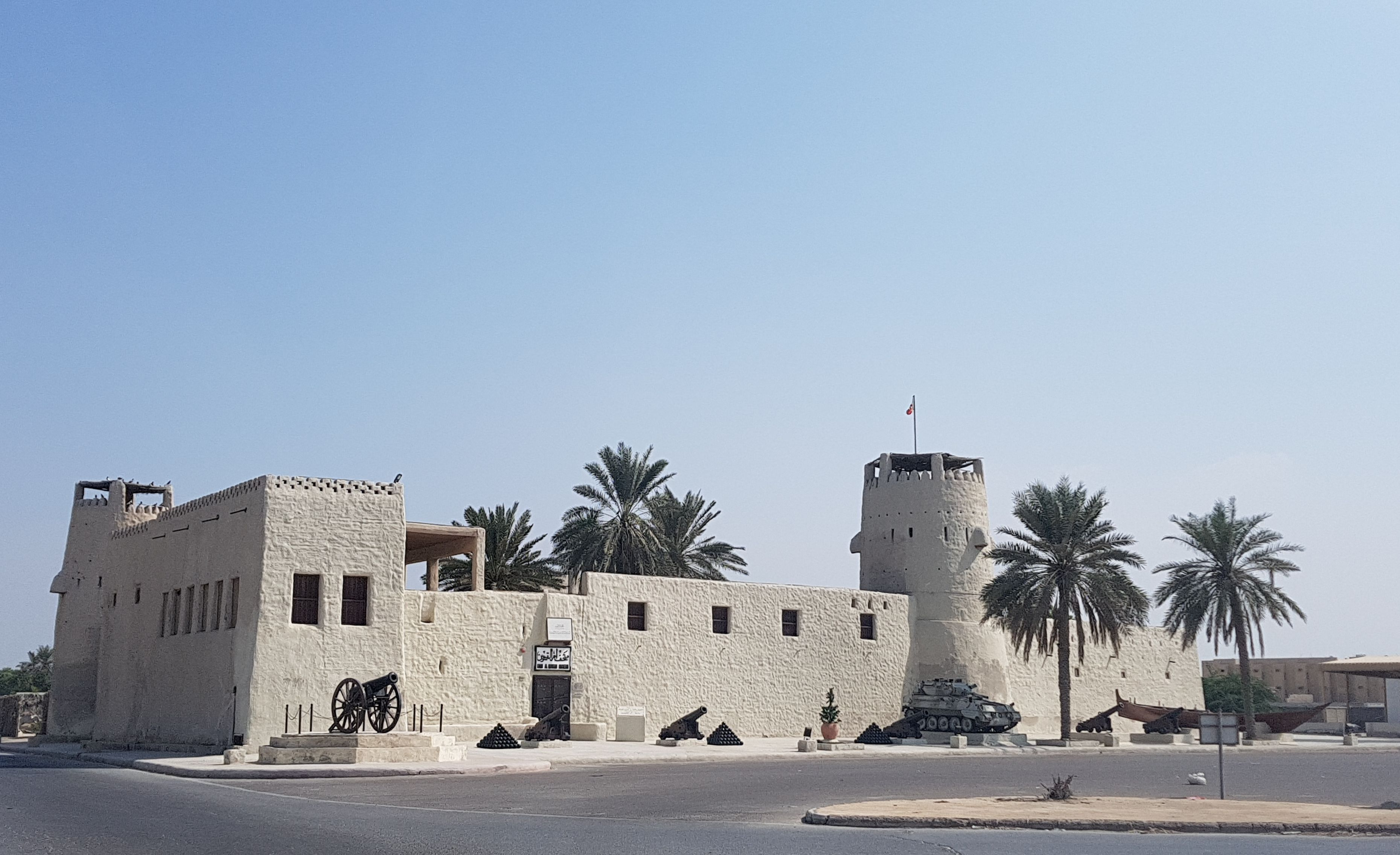
Il forte di Umm al-Qawain oggi.

Primo sovrano conosciuto della tribù Al Ali di Umm al-Quwain, lo sceicco Rashid, fu responsabile della costruzione del forte di Umm al-Quwain nel 1768, oggi sede del museo cittadino.
Il forte e la sua torre di avvistamento furono costruiti dopo che la tribù Al Ali si trasferì dall'isola di Sinniya alla terraferma dopo che le riserve d'acqua sull'isola si esaurirono.
La data precisa del regno di Rashid bin Majid è sconosciuta, ma nel 1820 gli succedette suo figlio, lo sceicco Abd Allah, il primo sovrano di Umm al-Qaywayn ad entrare in rapporti di trattativa con gli inglesi.